# 森新吾
森 新吾（もり しんご、1981年10月9日 - 2019年4月）は、日本の俳優、声優、ダンサー、振付師。DIAMOND☆DOGSオリジナルメンバー。2004年より白鷗大学にてダンス特別講師を務めたほか、ショーなどの構成、演出も手がけた。
2019年、心筋梗塞のため死去。37歳没。生涯独身。その死は遺族との協議によって、振付師として最後の仕事となった『ALTAR BOYZ』の本公演千穐楽まで伏され、4月7日に公式サイト及びブログにて公開された。

## 主な作品

### 出演
- DIAMOND☆DOGSシリーズ全公演
- 「MILLION DOLLAR ROUGE」シリーズ公演
- 「RAVE 2001」
- 「FIFA 2002ワールドカップオープニングアクト」
- 「Pure Love」
- 「シンデレラ・ストーリー」
- 「アルジャーノンに花束を」
- 「メモリーズ」
- 「WILDe BEAUTY」
- 「DANCE SYMPHONY」
- 「苦情の手紙」
- 「タップ・ジゴロ」
- 「コントンクラブ」
- 「K」
- 「ありがとう！グラスホッパー」
- 「SAKURA chacha」
- 「abc★赤坂ボーイズキャバレー」
- 「ALTAR BOYZ 2010」
- BOYZ BALLET FANTASY 2011「SWAN LAKE」
- CLASSICAL NEO FANTAZY SHOW『THE SHINSENGUMI』Sword Dance 〜剣、烈風の如く、真空に舞う〜（作・演出：荻田浩一、2013年12月4日 - 10日、東京:銀河劇場 / 12月20日 - 21日、大阪:サンケイブリーゼ）

### 声の出演
- O*G*A 鬼ごっこロワイアル - 鏡銀自 役

### 振付
- DIAMOND☆DOGSシリーズ公演
- 「MILLION DOLLAR ROUGE」シリーズ全公演
- Love Love de SHOW「SAKURA chacha」
- 「abc 〜赤坂ボーイズキャバレー」
- Love Love de SHOW「Summer Storm」
- BOYZ BALLET FANTASY 2011「SWAN LAKE」
- NHKみんなのうた『ピースフル！』
- NHKみんなのうた『HEART BEAT』
- メモリーズ 2 〜セカンド・オファー〜

### 演出
- Love Love de SHOW「Summer Storm」